# Aromia
Genre
Aromia est un genre d'insectes coléoptères de la famille des Cerambycidae.

## Espèce rencontrée en Europe
En Europe, ce genre ne comprend qu'une seule espèce :
- Aromia moschata (Linnaeus, 1758) - aromie musquée

## Liste d'espèces
Selon Catalogue of Life (9 janvier 2025) :
- Aromia bungii (Faldermann, 1835)
- Aromia malayana Hayashi, 1977
- Aromia moschata (Linné, 1758)
- Aromia orientalis Plavilstshikov, 1933

Selon NCBI (26 août 2014) :
- Aromia bungii
- Aromia moschata